# 新鬣兽属
新鬣兽属（学名：Dissopsalis）为畸齿鬣兽科的一个属。

## 下属物种
本属包括以下物种：
- 屠戮新鬣兽 Dissopsalis carnifex Pilgrim, 1910
- 岩屑新鬣兽 Dissopsalis pyroclasticus Savage, 1965